# 960er
Portal Geschichte | Portal Biografien | Aktuelle Ereignisse | Jahreskalender | Tagesartikel

◄ |
9. Jh. |
10. Jahrhundert
| 11. Jh. | ►

◄ |
930er |
940er |
950er |
960er
| 970er | 980er | 990er | ►

960 |
961 |
962 |
963 |
964 |
965 |
966 |
967 |
968 |
969

## Ereignisse
- 960: Der dänische König Harald Blauzahn lässt sich taufen. Die Dänen werden Christen.
- 960: In China beginnt die Song-Dynastie.
- Die Byzantiner erobern Kreta (961), Kilikien (964 bis 966), Zypern (965) und Syrien (968 bis 969) zurück.
- 969: Gründung von al-Qāhira (Kairo) durch den Feldherrn Dschauhar as-Siqillī.
- Havgrímur erhält die halben Färöer als Lehen vom norwegischen König Harald II. Graufell.
- erste urkundliche Erwähnung der Städte Eilenburg und Wurzen als civitas Ilburg bzw. Vurcine civitas am 29. Juli 961 in einer Urkunde von König Otto I.